# Rudy De Luca
Rudy De Luca, né le 28 septembre 1942, est un scénariste et acteur américain surtout connu pour son travail avec le cinéaste Mel Brooks.

## Biographie
Rudy De Luca cofonde avec Sammy Shore The Comedy Store en avril 1972.

## Filmographie

### Comme scénariste
- Le Carol Burnett Show (1967) (TV)
- Le Tim Conway Show (1970) (TV)
- La machine à comédie de Marty Feldman (1971) (TV)
- La Dernière Folie de Mel Brooks (avec Mel Brooks, Barry Levinson et Ron Clark ) (1976)
- Forte anxiété (avec Mel Brooks, Barry Levinson et Ron Clark ) (1977)
- Peeping Times (1978) (TV)
- L'Homme des cavernes (avec Carl Gottlieb ) (1981)
- Transylvanie 6-5000 (1985) (également réalisateur)
- Le Mystère d'un million de dollars (avec Tim Metcalfe et Miguel Tejada-Flores) (1987)
- La vie pue (avec Mel Brooks, Steve Haberman et Ron Clark ) (1991)
- Dracula : Mort et heureux de l'être (avec Mel Brooks et Steve Haberman ) (1995)
- Le Bon et le Mauvais (avec Ezio Greggio ) (1997)
- Screw Loose (avec Steve Haberman ) (1999)
- Box Office 3D : Le plus filmique des films (2011)
- Big Finish (avec Martin Guigui) (2012)

### Comme acteur
| Year | Title                            | Role                                          | Notes                           |
| ---- | -------------------------------- | --------------------------------------------- | ------------------------------- |
| 1971 | The Return of Count Yorga        | Lieutenant Madden                             |                                 |
| 1971 | The Marty Feldman Comedy Machine | Plusieurs personnages                         |                                 |
| 1972 | The Mary Tyler Moore Show        | Nightclub Manager                             | Episode: "But Seriously, Folks" |
| 1976 | Silent Movie                     | Executive                                     |                                 |
| 1977 | High Anxiety                     | Braces                                        |                                 |
| 1980 | Fatso                            | Pat Manarino                                  |                                 |
| 1981 | History of the World, Part I     | Primate / Caveman / Capt. Mucus               |                                 |
| 1985 | Transylvania 6-5000              | Lawrence Malbot                               |                                 |
| 1987 | Million Dollar Mystery           | Money Counter                                 |                                 |
| 1987 | Spaceballs                       | Vinnie                                        |                                 |
| 1991 | Life Stinks                      | J. Paul Getty                                 |                                 |
| 1993 | Robin Hood: Men in Tights        | Party Guest                                   |                                 |
| 1995 | Dracula: Dead and Loving It      | Guard                                         |                                 |
| 1997 | The Good Bad Guy                 | Vince                                         |                                 |
| 2003 | National Lampoon's Gold Diggers  | Uncle Walt                                    |                                 |
| 2004 | Curb Your Enthusiasm             | Rudy                                          | 2 épisodes                      |
| 2008 | Spaceballs: The Animated Series  | Vinnie / Fort Lox Checkpoint official (voice) | 5 épisodes                      |

### Comme réalisateur
- Peeping Times (1978) (TV)
- Transylvanie 6-5000 (1985)

### Comme producteur
- Peeping Times (1978) (TV)